# 安威村
安威村（あいむら）は、1954年（昭和29年）2月10日まで大阪府にあった村である。現在は茨木市の北東部の地名として残っている。

## 概要
- 1889年（明治22年）4月1日 - 島下郡安威村、十日市村が合併して、島下郡安威村（町村制）が発足。
- 1896年（明治29年）4月1日 - 三島郡が成立。
- 1954年（昭和29年）2月10日 - 玉島村とともに茨木市に編入される。